# Mr. T
Laurence Tureaud (Chicago, 21 de mayo de 1952), más conocido como Mr. T, es un actor y exluchador estadounidense conocido por su papel como el boxeador Clubber Lang  
en  Rocky III (1982) y como el sargento B. A. Baracus (llamado "M.A." en España y "Mario Baracus" en Latinoamérica) en la serie de televisión The A-Team (1983-1987),  y T. & T. (Serie de TV) (1988-1989).

## Primeros años

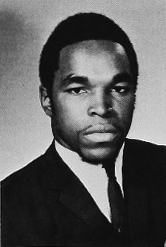
Laurence en su último año en la escuela secundaria, a la edad de 18 años en 1970.

Mr. T nació en Chicago, Illinois, siendo el hijo menor en una familia de 12 niños. Su padre, Nathaniel Tureaud, era un pastor protestante. Tureaud, con sus cuatro hermanas y siete hermanos, fueron criados en un apartamento de tres habitaciones en uno de los proyectos de vivienda pública de la ciudad, el Robert Taylor Homes, en un edificio mal construido, en un área con altos niveles de polución ambiental y la mayor concentración de pobreza en los Estados Unidos. Mientras crecía, Tureaud presenció regularmente asesinatos, violaciones y otros crímenes, pero atribuye su supervivencia y posterior éxito a su voluntad de hacer el bien y al amor de su madre.
Tureaud estudió en la Escuela Secundaria Vocacional de Dunbar, donde jugó al fútbol americano, luchó y estudió artes marciales. Durante su estadía en Dunbar, se convirtió en campeón de lucha libre de la ciudad dos años consecutivamente. Ganó una beca escolar en la Universidad de Prairie View A&M, donde obtuvo un magíster en matemáticas, pero fue expulsado después de su primer año.
Se alistó en el Ejército de los Estados Unidos y sirvió en el Cuerpo de la Policía Militar. En noviembre de 1975, Tureaud fue premiado con una carta de recomendación por su sargento instructor, y en un ciclo de 6000 tropas Tureaud fue elegido el "Mejor aprendiz del ciclo" y también fue promovido a líder de escuadrón. En julio de 1976, el sargento de pelotón de Tureaud lo castigó dándole el deber de cortar árboles durante el entrenamiento en el Fuerte McCoy en Wisconsin, pero no le dijo cuantos árboles, así que Tureaud cortó por cuenta propia más de 70 árboles desde las 6:30 a. m. hasta las 10:00 a. m., cuando un sorprendido mayor sustituyó las órdenes del sargento.
Tras su descargo, intentó entrar al fútbol americano al ingresar a los Green Bay Packers de la National Football League, pero no lo consiguió debido a su lesión en la rodilla.
Tureaud luego trabajó como guardia de seguridad portero de clubes nocturno. Fue en esas instancias en las que crearía la persona de Mr. T. Las cadenas de oro y otras joyerías fueron el resultado de los clientes perdiendo dichos objetos o abándonándolos en el club nocturno después de una pelea. Un cliente, quién habría sido expulsado del club para intentar evitar otra confrontación, podría no volver a ingresar al club si Mr. T llevaba su joyería mientras este se le paraba en frente. Cuando un cliente regresaba para reclamar dicho objeto, ya podría estar visible y no era necesaria una confrontación. Junto con controlar la violencia como guardia, Tureaud era principalmente contratado para mantener a los traficantes y los consumidores de drogas fuera del recinto. Durante sus días como guardia, Tureaud estuvo en más de 200 peleas y ganó cada caso en las ocasiones que fue demandado. Mr. T dijo: 

"Siempre he estado adentro y afuera de las cortes como resultado de una paliza que le di a alguien. He sido demandado por clientes a quienes arrojé que decían que yo viciosamente los ataqué sin causa alguna y/o les causaba daños en el cuerpo como resultado de la paliza que supuestamente les di".

Finalmente transformó su trabajo como gorila en una carrera como guardaespaldas que duró casi diez años. Durante esos años protegió, entre otros, a dieciséis prostitutas, nueve personas en asistencia social, cinco predicadores, ocho banqueros, diez profesores de escuela y cuatro dueños de tiendas. Mientras su reputación mejoraba, sin embargo, fue contratado para proteger, entre otros, a siete diseñadores de moda, cinco modelos, siete jueces, tres políticos, seis atletas y cuarenta y dos millonarios. Tureaud protegía a personas como Muhammad Ali, Steve McQueen, Michael Jackson, Leon Spinks, Joe Frazier y Diana Ross, con un cargo de $3.000 por día, hasta un máximo de $10.000 por día, dependiendo del nivel de riesgo de la clientela y los lugares de viaje.
Con su reputación como "Mr. T", Tureaud atraía extrañas ofertas y era frecuentemente acercado con encargos insólitos, que incluían: asesinatos, seguir adolescentes fugitivos, encontrar personas perdidas y enormes firmas pidiéndole obtener pagos atrasados a la fuerza. A Tureaud en una ocasión se le ofreció anónimamente una suma de $75.000 para asesinar a alguien y recibió una carta, un archivo del objetivo y un adelanto de $5000, pero lo rechazó;

Me ofreció $75.000 para matar a su amigo. El último sobre y carta contenía un boleto de aerolínea, primera clase, United. Además había unos $5.000 envueltos en un paquete, billetes de cincuenta y cien dólares. Te diré la honesta verdad, cuando vi el dinero no creí que fuera cierto.

Tureaud declaró que intentó advertir a la víctima, pero ya era demasiado tarde y el hombre murió en un accidente automovilístico.
Al aceptar un cliente, Tureaud tenía dos reglas: un cliente no le mentiría, y todos los potenciales clientes debían comprar en el área antes de dirigirse a él. Tureaud también dejaba en claro que de antemano él no podía prometerles sus vidas;

"Yo hacía todo excepto garantizar las vidas de las personas, pero yo te garantizo que yo daría mi vida para proteger la tuya".

 Él llevaba un revólver .357 Magnum y otro calibre .38. Pesaba alrededor de un promedio de 102 kg.

## Cine y televisión
En 1981, Mr. T fue descubierto por Sylvester Stallone, quien lo contrató para participar en la película Rocky III como el boxeador Clubber Lang, la contrafigura de Rocky Balboa. Su vida cambió en 1983, cuando empezó a interpretar a M.A. en The A-Team.
La compañía de dibujos animados Ruby-Spears produjo la serie de dibujos animados Mister T. emitida en 1983 por la NBC cuya historia tenía a Mr. T como el entrenador de un grupo de gimnastas. Él les ayuda con su educación y entrenamientos, además de ayudar a solucionar crímenes y misterios. Se produjeron treinta episodios de esta serie, todos los cuales se iniciaban y cerraban con una breve intervención del verdadero Mr. T. 
En 1984 protagonizó la película El hombre más fuerte del mundo, en la cual cambia su vida de matón por la de ayudar a los jóvenes del barrio. Después de esto, Mr T. entró en el mundo de la Lucha libre profesional en 1985. Junto con Hulk Hogan formó un dúo hasta 1988. Ese mismo dúo peleó en WrestleMania contra Roddy Piper y Paul Orndorff, ganando el combate. Un año después peleó en WrestleMania 2 contra Piper en un combate de boxeo, el cual ganó.
En esa época desarrolló un programa humanitario de deportes para jóvenes problemáticos, convirtiéndolo en una de las figuras públicas más queridas de Estados Unidos.

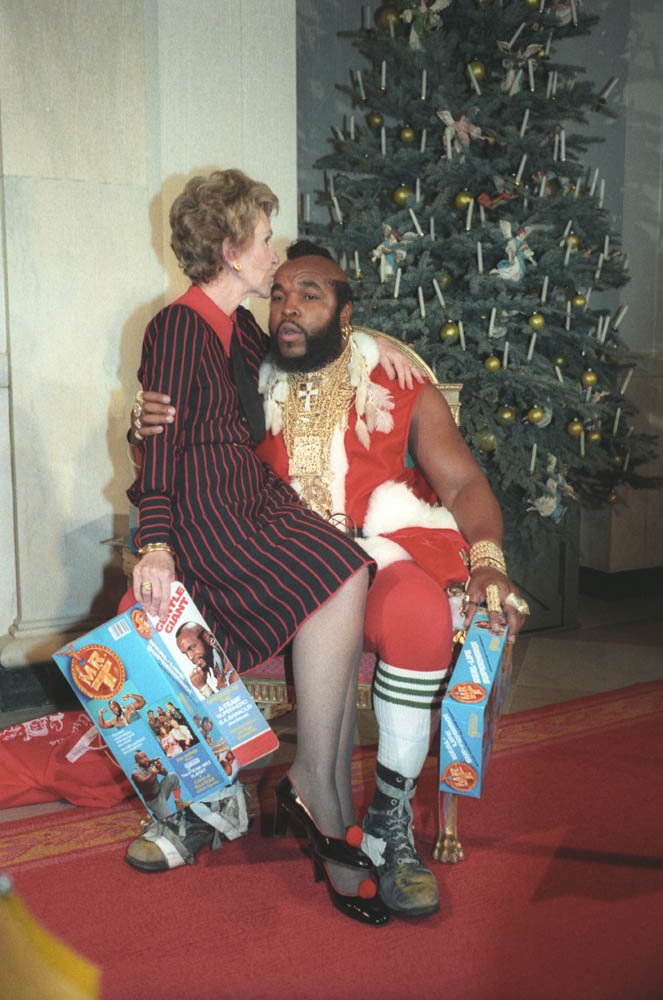
Mr. T representa a Santa Claus en la Casa Blanca con la primera dama Nancy Reagan en 1983.

Tras el fin de la popular serie The A-Team en 1987, en 1988 protagonizó la serie T y T, donde tenía el rol de T.S. Turner, un exconvicto que se unía a una abogada para formar una agencia de detectives. Esta serie duró dos temporadas y fue cancelada en 1990. En los años 90 su trabajo disminuyó considerablemente, participando como actor invitado, interpretándose a sí mismo, en las comedias de situación Blossom, Martin y De repente, Susan.
En 1995 le fue diagnosticado un linfoma que lo alejó del mundo del espectáculo hasta su recuperación en 2001.
Ha participado en producciones como Judgement (2001) y cameos en Inspector Gadget (1999) y en la comedia No es otra estúpida película americana (2001). También ha prestado su voz en series de animación como House of Mouse, Johnny Bravo y Los Simpson. En 1994 estuvo de invitado en el concurso televisivo El Gran Juego de la Oca, en España. En 2007 participó en un anuncio para el videojuego World of Warcraft (en el que decía que su personaje no era cazador, sino un mohicano) y también participó en el vídeo «Send My Love to the Dance Floor, I'll see you in Hell (Hey Mr. DJ)» de Cobra Starship. En 2008 participó en un infomercial de un horno tostador y microondas; también protagonizó una serie de anuncios para la famosa golosina norteamericana Snickers, la cual fue cancelada en el Reino Unido, lo que significó su vuelta definitiva a los medios de prensa.
En 2009, participa en el musical de Atlantic City I'm not dead junto a personajes caídos en el olvido como el actor Jaleel White, que protagonizaba a Steve Urkel en la famosa serie Cosas de casa, Carrie Fisher, la princesa Leia de la saga Star Wars y Ralph Macchio, Daniel Larusso en Karate Kid, entre otros. Estaba previsto que el musical fuera dirigido por Patrick Swayze, pero tras su trágica muerte debida a un cáncer de páncreas fue sustituido por David Hasselhoff, recién recuperado de sus conocidos problemas con el alcohol. Está previsto que Sylvester Stallone realice algún cameo en la obra, algo que el propio Mr. T le ha pedido constantemente al que fue su descubridor en el film Rocky III. En este mismo año realiza un nuevo anuncio de World of Warcraft, en el juego un elfo de la noche con su cara, te ofrece la posibilidad de recoger las famosas granadas mohicanas, las cuales permiten cambiar la cara a otros jugadores, dándoles una cresta mohicana al lanzárselas.
El actor declinó participar en la película de 2010 The A-Team. Meses después y cercano al estreno de la película en los Estados Unidos, el actor y boxeador lanzó una crítica a la película al considerar que había "un montón de sexo y muertos" y que no le agradaba ver como "nuestro estilo desenfadado ha sido reemplazado por tanta crudeza".

## Influencia estética
Mr. T solía utilizar collares de oro, en honor a los esclavos africanos que llegaban antiguamente a los Estados Unidos con cadenas de hierro en los tobillos, muñecas y cuello, e incluso en ocasiones alrededor de la cintura. Sin embargo, en 2005 dejó de utilizarlos, como una forma de respeto hacia los afectados por el huracán Katrina. Asimismo, su corte de pelo mohicano es una influencia de los guerreros de la tribu africana de los mandinga, a quien el actor vio en una edición de National Geographic en 1977.

## Filmografía
| Películas y televisión | Películas y televisión                        | Películas y televisión                 | Películas y televisión               |
| Año                    | Título                                        | Papel                                  | Notas                                |
| ---------------------- | --------------------------------------------- | -------------------------------------- | ------------------------------------ |
| 1982                   | Penitentiary II                               | Él mismo                               | Rol debut                            |
| 1982                   | Rocky III                                     | James "Clubber" Lang                   |                                      |
| 1982                   | Twilight Theatre                              |                                        | Serie de televisión                  |
| 1983                   | D.C. Cab                                      | Samson                                 |                                      |
| 1983                   | Mister T                                      | Él mismo                               | Serie de televisión                  |
| 1983                   | Blanco y negro                                | Él mismo                               | Serie de televisión                  |
| 1983                   | Alvin y las Ardillas                          | Él mismo                               | Episodio: "The C Team" (Voz)         |
| 1983-1987              | El Equipo A/Los Magníficos                    | Mario Baracus/Sargento M.A             | Serie de televisión                  |
| 1984                   | The Toughest Man in the World                 | Bruise Brubaker                        | Televisión                           |
| 1984                   | Be Somebody... or Be Somebody's Fool!         | Él mismo                               | Vídeo                                |
| 1987                   | Alicia a través del espejo                    | Jabberwock                             | Película para la televisión          |
| 1988-1990              | T. y T.                                       | T. S. Turner                           | Serie de televisión                  |
| 1990                   | Línea Recta                                   | T. S. Turner                           |                                      |
| 1991                   | Fuera de este Mundo                           | Él mismo                               | Serie de televisión                  |
| 1993                   | Freaked                                       | La Mujer barbuda                       |                                      |
| 1993                   | El Terrible Tanque Lagarto                    | Mr. T-Rex                              |                                      |
| 1994                   | Blossom                                       | Él mismo                               |                                      |
| 1994                   | Magic of the Golden Bear: Goldy III           | Freedom                                |                                      |
| 1995                   | Niños Contra el Delito                        | Él mismo                               | TBN                                  |
| 1996                   | Spy Hard                                      | Piloto del helicóptero                 |                                      |
| 1998                   | Saturday Night Live: Lo mejor de Eddie Murphy | Señor Robinson's neighbour             | Vídeo                                |
| 1999                   | Inspector Gadget                              | Él mismo                               |                                      |
| 1999                   | Malcolm y Eddie                               | Calvin                                 | Episodio: "The Wrongest Yard"        |
| 2001                   | No es otra estúpida película americana        | El Sabio Janitor                       |                                      |
| 2001                   | El Juicio Final                               | J. T. Quincy                           | Película de Cloud Ten Pictures       |
| 2003                   | House of Mouse                                | Él mismo                               | Episodio: "House Ghosts" (Voz)       |
| 2004                   | Johnny Bravo                                  | Él mismo                               | Episodio: "T is for Trouble" (Voz)   |
| 2004                   | Los Simpson                                   | Él mismo                               | Episodio: "Today I Am a Clown" (Voz) |
| 2005                   | Return of the Lads                            | Hombre número 3 Mark Egan y Cian Duffy |                                      |
| 2006                   | I Pity the Fool                               | Él mismo                               |                                      |
| 2008                   | The Footy Show                                | Él mismo                               |                                      |
| 2009                   | Cloudy with a Chance of Meatballs             | Earl Devereaux                         | Voz                                  |
| 2011-2013              | World's Craziest Fools                        | Él mismo                               | BBC Three                            |
| 2017                   | Dancing with the Stars (Estados Unidos)       | Él mismo                               | CBS Television City                  |